# Раптор (ускорителен блок)
Раптор (на английски: Raptor) – американска ускорителна степен, разработвана от компанията SpaceX. Ще бъде използвана като връхна степен в ракетата – носител Фалкън-9. Ускорителния блок ще бъде захранван от метан и течен кислород.

## История
Ускорителен блок захранван с метан е обсъден за първи път на симпозиум на директорите в компанията SpaceX през 2009 г. През април 2011 г. част от научния състав и техническия персонал на компанията е насочен към разработката на нов двигател с високо ниво на приоритет. Целта е създаване на ускорителен блок със специфичен импулс 380 сек. (двигателите на ниските степени на Фалкън-9 генерират специфичен импулс от 342 сек.) и достатъчно икономичен за извеждане на комерсиални сателити на геостационарна орбита. През март 2012 г. е потвърдено, че разработката на двигателя е в напреднал стадий. През ноември същата година главния изпълнителен директор на SpaceX Елън Мъск обявява новата насока на развитие на компанията: насочване на всички усилия към създаване на ракетни двигатели работещи на метан и течен кислород. Когато през 2009 г. е лансирана идеята за разработката на Раптор, очевидно става въпрос за производство на ускорителен блок за ракетата Фалкън-9. Въпреки това, информацията от 2012 г. подсказва, че вероятно фирмата SpaceX се готви да създаде цяло семейство принципно нови ракетни двигатели.

## Дизайн
Раптор ще бъде задвижван от течен кислород и метан, като се организира по-ефективно горивния цикъл. Новият ускорителен блок ще бъде конструиран по схема с отворен цикъл на горивния процес. Цялата система ще бъде с повишени възможности за многократно използване.